# Comuna Cikalovka, Krîvîi Rih
Cikalovka (în ucraineană Чкаловка) este o comună în raionul Krîvîi Rih, regiunea Dnipropetrovsk, Ucraina, formată din satele Cikalovka (reședința), Drujba, Hruzka Hrîhorivka, Inhuleț și Radionivka.

## Demografie
Componența lingvistică a satului Cikalovka
     Ucraineană (92,78%)
     Rusă (6,65%)
     Alte limbi (0,36%)
Conform recensământului din 2001, majoritatea populației satului Cikalovka era vorbitoare de ucraineană (92,78%), existând în minoritate și vorbitori de rusă (6,65%).